# Zwischengeschirr

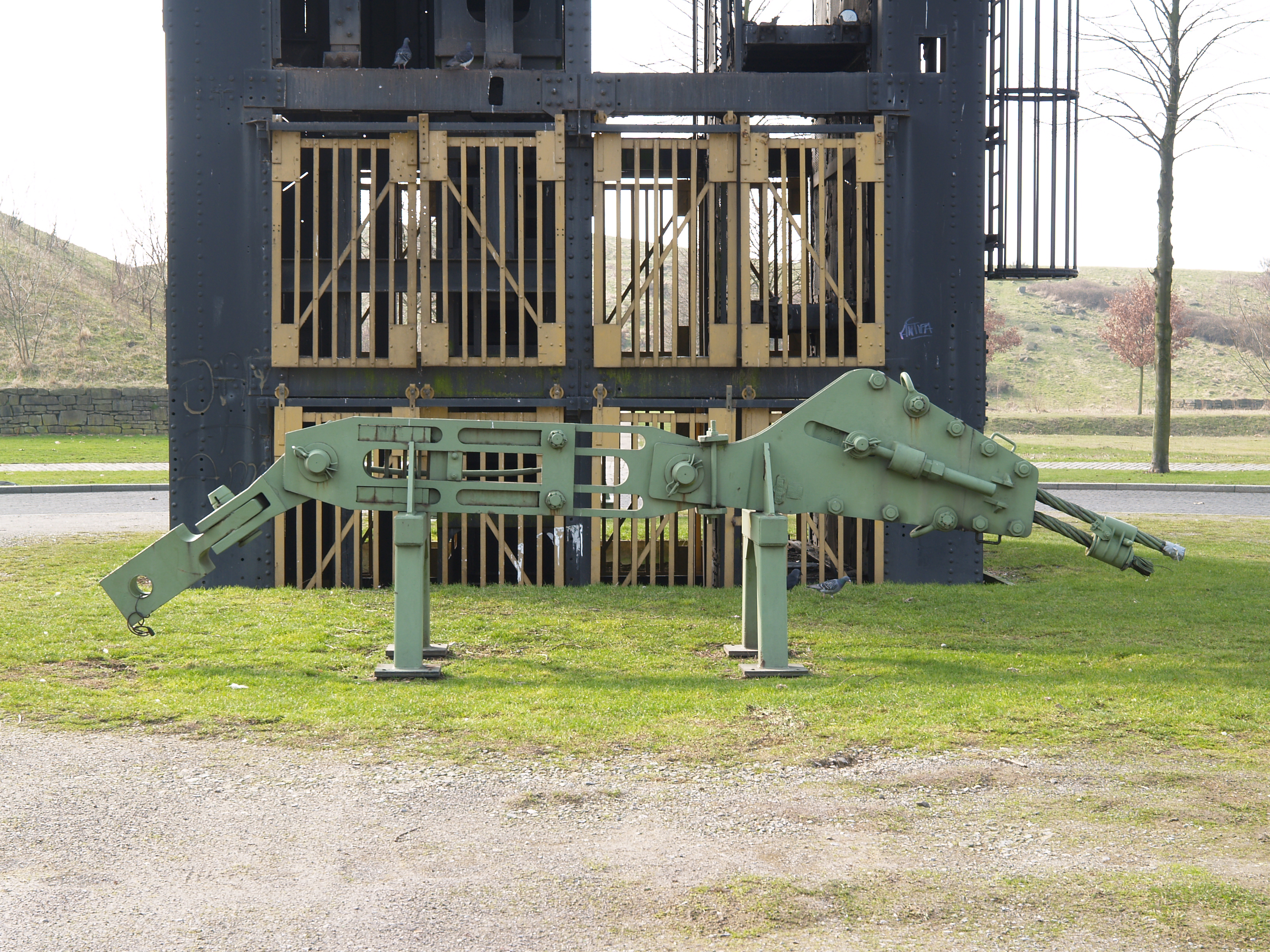
Aufgebocktes Zwischengeschirr vor Schacht 7 der Zeche Erin in Castrop-Rauxel

Als Zwischengeschirr bezeichnet man das Verbindungselement zwischen Förderkorb und Förderseil einer Förderanlage. Es dient dazu, Längenänderungen des Förderseiles auszugleichen. Zum Zwischengeschirr gehören alle Verbindungsteile, die sich zwischen den Förderseilen und den starr am Fördermittel oder am Gegengewicht angebrachten Anschlussblechen oder Aufhängeblechen befinden.

## Grundlagen
Förderseile werden durch die Belastung während des Betriebes gelängt. Diese betriebsbedingte Längenänderung wirkt sich störend auf den Betrieb der Schachtförderanlage aus. Diese Seillängungen müssen regelmäßig ausgeglichen werden. Insbesondere bei Treibscheibenförderanlagen ist eine Seilkürzung häufig erforderlich. Wenn das Förderseil unmittelbar am Förderkorb oder Fördergestell befestigt wird, bestünde bei einer beschädigten Befestigungsstelle keine Möglichkeit, eine neue Befestigung herzustellen. Außerdem entfiele durch eine direkte Verbindung die Möglichkeit, betrieblich bedingte Seillängenänderungen auf einfache Weise auszugleichen. Durch ein Zwischengeschirr ist es möglich, die Seillängenänderungen auf einfache Weise auszugleichen. Zusätzlich verhindert das Zwischengeschirr, dass eventuelle Seilschwingungen direkt an der großen Masse des Fördergefäßes auslaufen. Dadurch werden Schäden an der Befestigungsstelle des Förderseils, die durch Seilschwingungen entstehen können, weitestgehend vermeiden.

## Bauteile des Zwischengeschirrs
Das Zwischengeschirr besteht aus den Bauteilen Kauscheneinband (gewöhnliche Kausche oder Klemmkausche), Versteckvorrichtung, Kreuzgelenk und Königsstange. Die jeweiligen Bauteile des Zwischengeschirrs müssen aus hochwertigem Stahl oder Schweißeisen gefertigt werden. Sie werden, je nach Geschirrtyp, für Belastungen von 25 bis 430 Kilonewton hergestellt. Die gefertigten Zwischengeschirre werden vom Hersteller mit einer Prüfplakette versehen. Neben den Zwischengeschirren für Einseilförderungen gibt es auch solche für Mehrseilförderungen. Bei Mehrseilförderungen müssen die Belastungen jedes einzelnen Seiles genau überprüft werden. Dazu dient die sogenannte Statimetermessung.

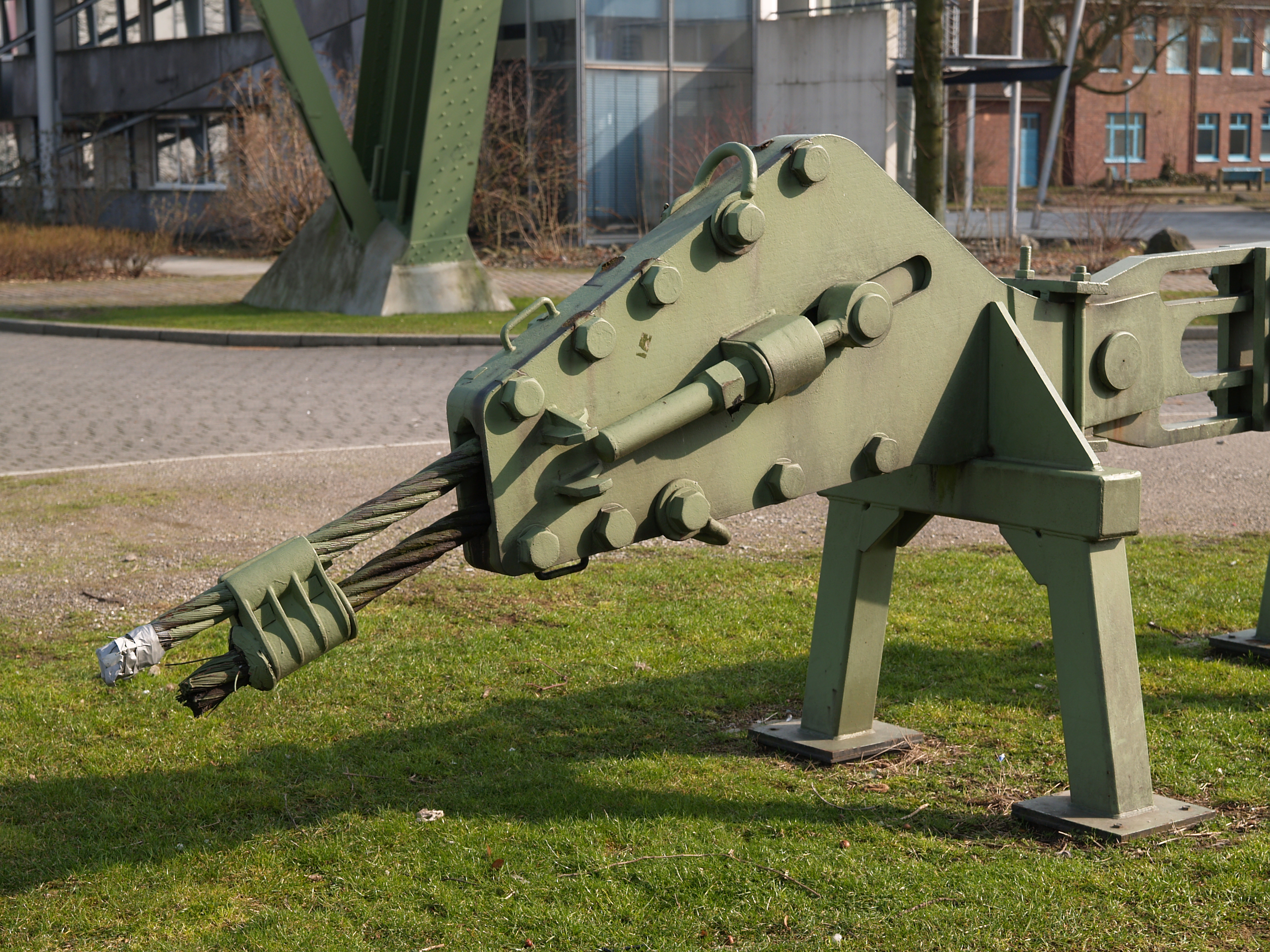
Das eingeklemmte Förderseil, oben das abgeschnittene Tragende, unten das lose Ende

### Kauscheneinband
Der Kauscheneinband ist die Verbindung zwischen dem Fördermittel und dem Unter- oder Oberseil. Aufgabe der Kausche ist es, eine sichere und zuverlässige Befestigung für das Förderseil zu gewährleisten. Außerdem wird das Förderseil durch die Kausche weitestgehend geschont. Eine weitere Möglichkeit des Kauscheneinbandes ist die Verwendung von sogenannten Klemmkauschen. Bei dieser Kauschenart zieht sich das Förderseil selbsttätig fest, wenn das Kauschenherz in das Kauschengehäuse eingezogen wird.

### Versteckvorrichtung

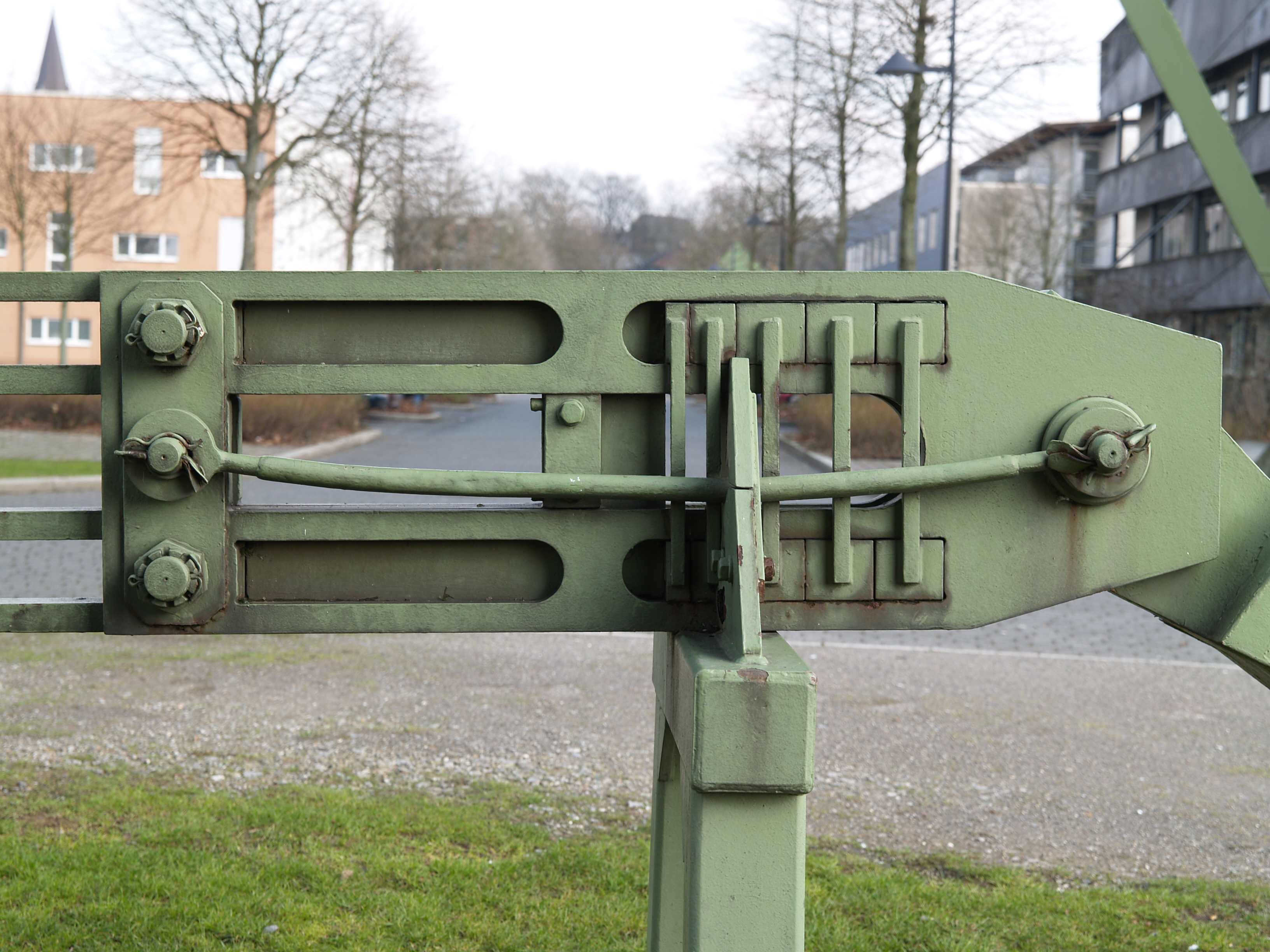
Versteckvorrichtung …

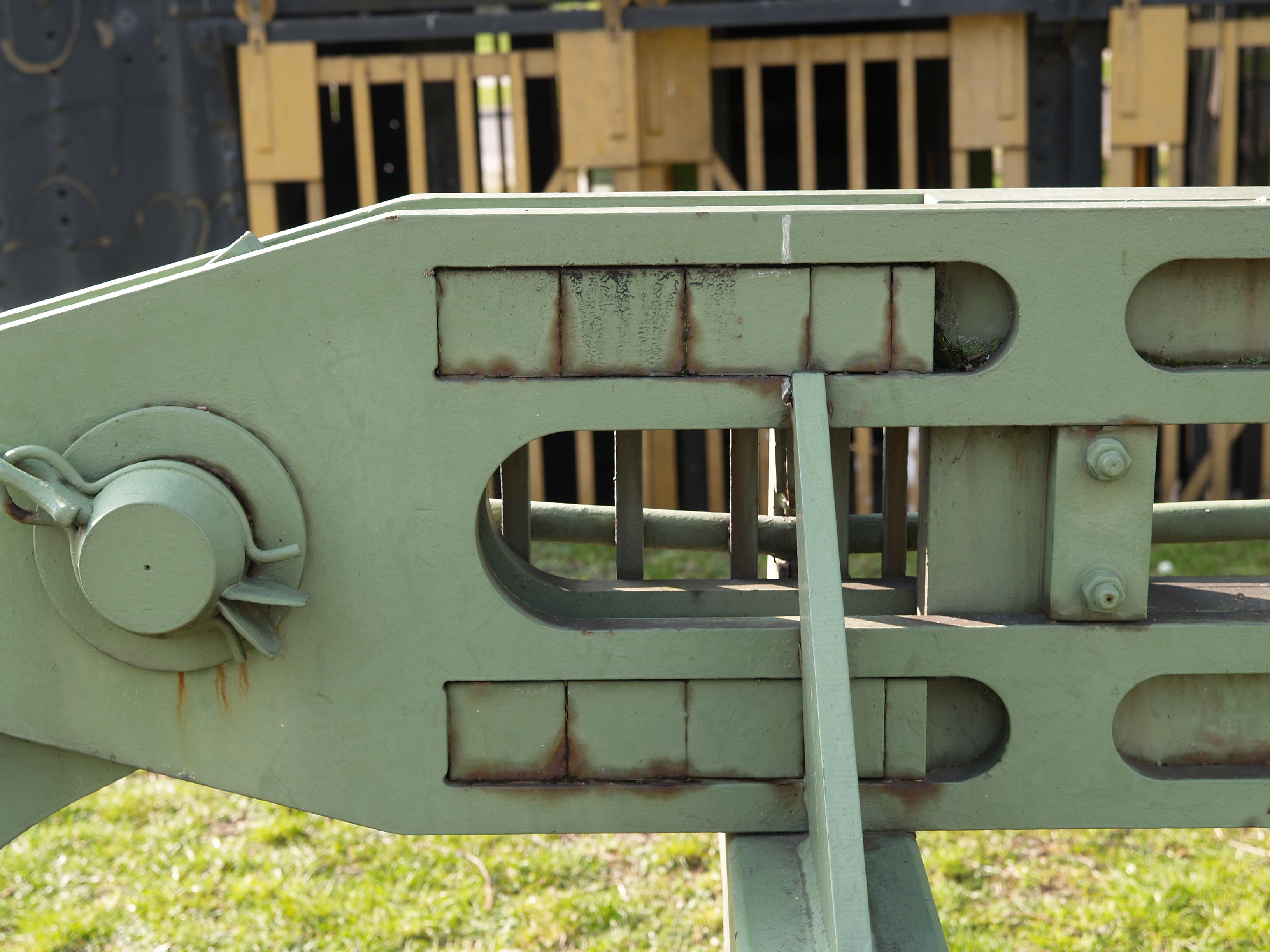
… zur zentimetergenauen Höheneinstellung des Korbes

Die Versteckvorrichtung ist Teil des Zwischengeschirres und dient zum Ausgleich von Seillängungen. Da sich Förderseile über ihre gesamte Aufliegezeit stetig längen, ist die Versteckvorrichtung erforderlich. Dies ist insbesondere bei zweitrümigen Förderanlagen erforderlich. Bei Mehrseilförderanlagen kommt erschwerend hinzu, dass sich die einzelnen Förderseile unterschiedlich längen. Damit es nicht zu unterschiedlichen Belastungen der einzelnen Förderseile kommt, werden diese Differenzen der Seillängen über die Versteckvorrichtung ausgeglichen. Bedingt dadurch, dass das Förderseil nicht bei jeder Seillängung durch die Seilkausche gezogen werden muss, können durch eine Versteckvorrichtung die Wartungskosten verringert werden. Die Versteckvorrichtung besteht aus einer geschlitzten Mittellasche und zwei Außenlaschen, welche ebenfalls geschlitzt sind. Die Versteckvorrichtung dient als Ausgleich der Förderseillängen, dies geschieht durch Umstecken von Paßstücken aus dem Magazin der Versteckvorrichtung in den Längsschlitz der Laschen. Mit der Versteckvorrichtung sind Verstecklängen von bis zu 1000 Millimetern, in Schritten von jeweils 100 Millimeter, möglich.

### Kreuzgelenk

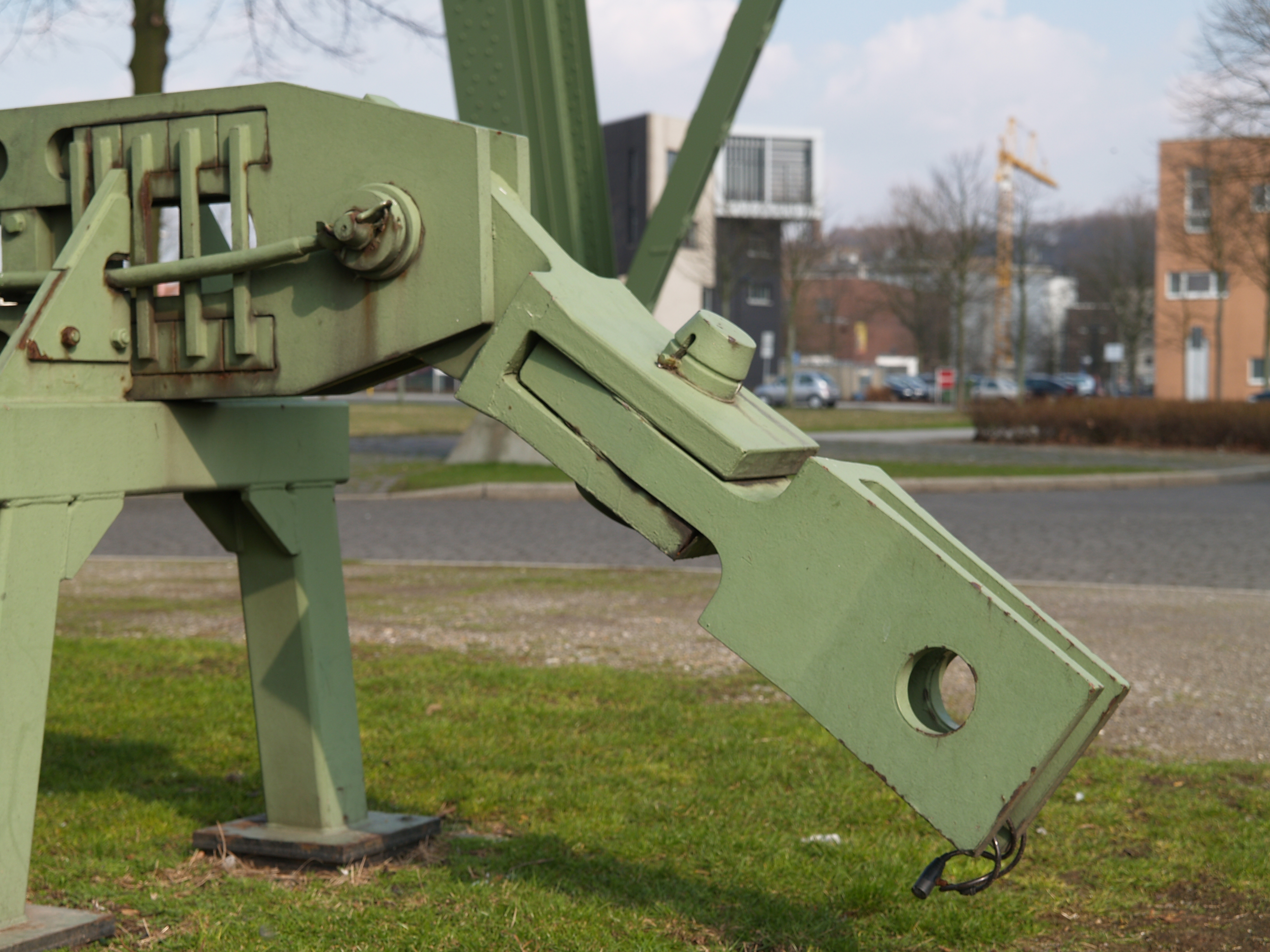
Der Korb ist über zwei Achsen beweglich aufgehängt

Das Kreuzgelenk ist ein Gelenk mit rechtwinklig zueinander angeordneten Achsen. Kreuzgelenke werden unmittelbar über der Königsstange eingebaut. Bei Förderanlagen, die mit Fahrgeschwindigkeiten über 4 {\displaystyle m/s} betrieben werden, ist es zwingend erforderlich, mindestens ein Kreuzgelenk einzubauen. Aus Sicherheitsgründen dürfen die verwendeten Kreuzgelenke nur einen 30 Grad starken Ausschlag aus der jeweiligen Mittellage zulassen.

### Königsstange
Die Königsstange ist das Hauptteil der Verbindung zwischen Förderseil und Fördergestell. Sie bildet den Angriffspunkt des Zwischengeschirrs am Fördergefäß oder Förderkorb. Durch die Königsstange wird der Förderkorb genau zentrisch aufgehängt. In der Königsstange befinden sich zwei Bohrungen für die Tragbolzen. Es gibt starre und in der Längsrichtung verschiebbare Königsstangen. Da die Königsstange ein sicherheitsrelevantes Bauteil ist, werden an sie auch hohe Anforderungen gestellt. So wird in den Richtlinien gefordert, dass die Schäfte von Königsstangen mindestens die fünfzehnfache Sicherheit gegenüber der statischen Belastung besitzen. Bei allen anderen Teilen der Königsstange reicht die zehnfache Sicherheit. Der Stangenschaft der Königsstange muss völlig riefenfrei sein, denn Riefen im Stangenschaft der Königsstange stellen eine Materialschwächung dar. Aus sicherheitstechnischen Gründen dürfen so beschädigte Stangen deswegen nicht eingebaut werden.